# Провулок Юліана Мовчана
Прову́лок Юліана Мовчана  — провулок у Богунському районі Житомира. Названий на честь українського лікаря, письменника та журналіста Юліана Мовчана.

## Розташування
З'єднує вулиці Радивілівську та Героїв Пожежників в напрямку на південний захід, паралельно до провулку Скульптора Вітрика. Праворуч до провулку примикає провулок Михайла Клименка.
Довжина провулка — 240 метрів.

## Історія
До 19 лютого 2016 року називався 4-й Піонерський провулок. Відповідно до розпорядження Житомирського міського голови від 19 лютого 2016 року № 112 «Про перейменування топонімічних об'єктів та демонтаж пам'ятних знаків у м. Житомирі», перейменований на провулок Юліана Мовчана.